# Emiliano Sordi
Emiliano Sordi (Río Cuarto, Córdoba, 19 de febrero de 1991) es un luchador de artes marciales mixtas (MMA) argentino. Ha competido en eventos de talla internacional como Bellator, X-Fight MMA, Arena beach y en 2019 se consagró campeón mundial en la compañía Professional Fighters League. 

## Trayectoria
Sordi empezó a practicar artes marciales mixtas a los 16 años, haciendo su debut profesional dos años más tarde, en un evento de la promoción Real Fights contra su compatriota Roberto Pastuch. 
Compitió hasta 2014 en Sudamérica, mudándose a los Estados Unidos para formar parte de Bellator MMA. Para esa promoción disputaría tres peleas, terminando con un récord negativo de 1 triunfo y 2 derrotas. 
En junio de 2018 enfrentó a Ryan Spann en el marco del Dana White's Tuesday Night Contender Series, siendo vencido por sumisión al comienzo del primer round. 
Sordi continuó en los Estados Unidos, siendo fichado por la Professional Fighters League. Compitió en esa promoción entre agosto de 2018 y junio de 2022, registrando 7 victorias, 4 derrotas y 1 empate. Su momento de mayor éxito fue el 31 de diciembre de 2019, cuando derrotó a Jordan Johnson en el Madison Square Garden de Nueva York, obteniendo el título de Campeón Mundial Semipesado de la PFL. Fue el primer argentino en conseguir tal galardón.

## Récord en artes marciales mixtas
| Resultado | Récord  | Oponente                  | Método                        | Evento                                      | Fecha      | Round | Tiempo | Lugar                                                  |
| Victoria  | 24–12–1 | Markus Perez              | Decisión (unánime)            | Gamebred Fighting Championship 4            | 5/5/2023   | 3     | 5:00   | Fort Lauderdale, Florida, Estados Unidos               |
| Derrota   | 23–12–1 | Asylzhan Bakhytzhanuly    | TKO (punches)                 | UAE Warriors 36                             | 23/2/2023  | 2     | 1:11   | Abu Dhabi, Emiratos Árabes Unidos                      |
| Derrota   | 23–11–1 | Delan Monte               | TKO (punches)                 | PFL 4: 2022 Regular Season                  | 17/6/2022  | 1     | 1:32   | Atlanta, Georgia, Estados Unidos                       |
| Derrota   | 23–10–1 | Cory Hendricks            | TKO (punches)                 | PFL 1: 2022 Regular Season                  | 20/4/2022  | 2     | 2:13   | Arlington, Texas, Estados Unidos                       |
| Derrota   | 23–9–1  | Antônio Carlos Júnior     | Decisión (unánime)            | PFL 9: 2021 Regular Season                  | 27/8/2021  | 3     | 5:00   | Hollywood, Florida, Estados Unidos                     |
| Empate    | 23–8–1  | Daniel Spohn              | Empate (unánime)              | PFL 5: 2021 Regular Season                  | 17/6/2021  | 3     | 5:00   | Atlantic City, Nueva Jersey, Estados Unidos            |
| Victoria  | 23–8    | Chris Camozzi             | Decisión (unánime)            | PFL 2: 2021 Regular Season                  | 29/4/2021  | 3     | 5:00   | Atlantic City, Nueva Jersey, Estados Unidos            |
| Victoria  | 22–8    | Jordan Johnson            | TKO                           | 2019 PFL Light Heavyweight Final            | 31/12/2019 | 1     | 2:01   | Nueva York, Estados Unidos                             |
| Victoria  | 21–8    | Bozigit Ataev             | Submission (rear-naked choke) | PFL 9: 2019 Season PFL Playoffs 3           | 31/10/2019 | 1     | 4:26   | Mandalay Bay, Las Vegas, Nevada, Estados Unidos        |
| Victoria  | 20–8    | Sigi Pesaleli             | TKO (punches)                 | PFL 9: 2019 Season PFL Playoffs 3           | 31/10/2019 | 1     | 1:31   | Mandalay Bay, Las Vegas, Nevada, Estados Unidos        |
| Victoria  | 19–8    | Bozigit Ataev             | TKO (punches)                 | PFL 6: 2019 Regular Season                  | 08/08/2019 | 1     | 1:23   | Atlantic City, Nueva Jersey, Estados Unidos            |
| Victoria  | 18-8    | Vinny Magalhaes           | TKO                           | Professional Fighters League                | 06/06/2019 | 2     | 2:45   | Nassau Coliseum, Uniondale, Nueva York, Estados Unidos |
| Derrota   | 17-8    | Bozigit Ataev             | TKO                           | Professional Fighters League                | 13/10/2018 | 1     | 1:43   | Long Beach, California, Estados Unidos                 |
| Victoria  | 17-7    | Jason Butcher             | KO                            | Professional Fighters League                | 30/08/2018 | 1     | 0:16   | Atlantic City, Nueva Jersey, Estados Unidos            |
| Derrota   | 16-7    | Ryan Spann                | Submission                    | Dana White's Tuesday Night Contender Series | 19/06/2018 | 1     | 0:26   | Las Vegas, Nevada, Estados Unidos                      |
| Victoria  | 16-6    | Douglas Santos Rakchal    | TKO                           | Arena Tour 9                                | 09/06/2017 | 1     | 1:30   | Buenos Aires, Argentina                                |
| Victoria  | 15-6    | Jackson Mora              | TKO                           | FFC 25                                      | 22/02/2017 | 1     | 4:15   | Lima, Perú                                             |
| Derrota   | 14-6    | Gregory Babene            | Submisión                     | Bellator 166                                | 02/12/2016 | 1     | 3:11   | Oklahoma, Estados Unidos                               |
| Victoria  | 14-5    | Fernando di Pierro        | TKO                           | Arena Tour 7                                | 19/09/2015 | 2     | 0:00   | Buenos Aires, Argentina                                |
| Derrota   | 13-5    | A.J. Matthews             | TKO                           | Bellator 141                                | 28/08/2015 | 1     | 5:00   | California, Estados Unidos                             |
| Victoria  | 13-4    | Bubba McDaniel            | Submisión                     | Bellator 128                                | 10/10/2014 | 1     | 0:58   | Oklahoma, Estados Unidos                               |
| Victoria  | 12-4    | Alexandre Oliveira        | KO                            | X-Fight MMA 7                               | 23/11/2013 | 1     | 1:35   | Sao Pablo, Brasil                                      |
| Victoria  | 11-4    | Vander Carlini            | TKO                           | Peru Fighting Championship 14               | 17/08/2013 | 1     | 2:55   | Lima, Perú                                             |
| Victoria  | 10-4    | Pedro Galiza              | TKO                           | Capital Fight 5                             | 10/05/2013 | 1     | 0:00   | Brasilia, Brasil                                       |
| Derrota   | 9-4     | Kaue Dudus                | Submisión                     | Infinity 2                                  | 10/10/2012 | 1     | 0:00   | Asunción, Paraguay                                     |
| Victoria  | 9-3     | Iván Galaz                | Submisión                     | Rio Cuarto Fight 3                          | 14/09/2012 | 1     | 2:50   | Río Cuarto, Argentina                                  |
| Victoria  | 8-3     | Jackson Mora              | Submisión                     | Conviction MMA 3                            | 14/07/2012 | 1     | 0:41   | Buenos Aires, Argentina                                |
| Victoria  | 7-3     | Fabiano Capoani           | TKO                           | Amazon Forest Combat 2                      | 31/03/2012 | 2     | 2:31   | Amazonas, Brasil                                       |
| Derrota   | 6-3     | Kleber Raimundo Silva     | TKO                           | Jungle Fight 36                             | 21/01/2012 | 1     | 4:26   | Río de Janeiro, Brasil                                 |
| Victoria  | 6-2     | Bruno Henrique Cappelozza | Submisión                     | Jungle Fight 35                             | 17/12/2011 | 1     | 0:34   | Río de Janeiro, Brasil                                 |
| Victoria  | 5-2     | Pablo Álvarez             | TKO                           | Glam Fight                                  | 07/12/2011 | 1     | 0:27   | Buenos Aires, Argentina                                |
| Victoria  | 4-2     | Cesar Veron               | TKO                           | Dojo Serpiente - Club de la Pelea           | 02/10/2011 | 1     | 0:47   | Buenos Aires, Argentina                                |
| Derrota   | 3-2     | Wilians Santos            | Decisión (Unánime)            | Jungle Fight 29                             | 25/06/2011 | 3     | 5:00   | Espírito Santo, Brasil                                 |
| Victoria  | 3–1     | Lautaro Jauregui Lorda    | TKO                           | Rio Cuarto Fight 1                          | 04/06/2011 | 1     | 0:55   | Río Cuarto, Argentina                                  |
| Victoria  | 2-1     | Ricardo Pecanha           | TKO                           | X-Combat Ultra                              | 20/05/2011 | 2     | 3:14   | Río de Janeiro, Brasil                                 |
| Victoria  | 1-1     | Diego Palau               | Submisión                     | Explotion Fight Night 2                     | 01/11/2009 | 2     | 2:12   | Mar del Plata, Argentina                               |
| Derrota   | 0-1     | Roberto Pastuch           | Submisión                     | Real Fights 6                               | 27/09/2009 | 1     | 2:23   | Buenos Aires, Argentina                                |